# RAF Spadeadam
RAF Spadeadam  est une base de la Royal Air Force située dans le comté de Cumbria, en Angleterre, près de la frontière avec le Northumberland. Elle héberge une zone d'entraînement à la guerre électronique de 36 km2, ce qui en fait la plus grande base de la RAF (par aire) au Royaume-Uni. Sa mission principale est la formation à la guerre électronique pour la Royal Air Force et les alliés de l'OTAN.

## Historique

### Guerre froide
Le site est construit en 1955 pour devenir le centre d'essai de missiles balistiques à portée intermédiaire dans le cadre du projet de missile Blue Streak.
Le Rocket Establishment est divisé en cinq zones : un bloc d'administration et d'assemblage, un complexe de la British Oxygen Company pour la fabrication sur site d'oxygène liquide, une zone d'essai de composants, une zone d'essai des moteurs et des postes de tir statiques. La zone d'essai des moteurs à Prior Lancy Rigg se compose de quatre supports en béton dans lesquels les moteurs peuvent être montés pour des essais. Deux pas de tir se trouvent à Greymare Hills et sont assez grands pour accueillir un missile Blue Streak complet.
Le rôle de Spadeadam dans le programme britannique d'armes nucléaires de la guerre froide est rendu public en 2004 lorsque l'abattage d'arbres découvre des restes de fouilles abandonnées pour un silo de missiles. Spadeadam était probablement destiné à être l'un des 60 sites éloignés de lancement prévus.

### Après la guerre froide
La Royal Air Force reprend le site en 1976 qui devient la première zone d'entraînement à la guerre électronique d'Europe en 1977. Le site continue d'être utilisé pour la formation des équipages de la Royal Air Force et des alliés de l'OTAN à la guerre électronique. Il accueille également d'autres exercices tels que la formation de contrôleur aérien avancé (en) dispensée par RAF Leeming (en) ou la formation l'appui aérien rapproché (CAS). Depuis 2006, c'est le seul endroit du Royaume-Uni continental où les équipages peuvent larguer des bombes d'entraînement.
DNV GL (en) (anciennement Advantica) utilise le site pour des tests de risques industriels, notamment les incendies et la destruction de pipelines. L'éloignement de la région est la clé de leurs opérations.
En juillet 2021, la RAF Spadeadam est utilisée pour mener des essais d'essaims de drones, une première pour les forces armées britanniques.

## Paysage
Le paysage de landes du site revêt une importance croissante pour sa qualité visuelle et pour la conservation de la nature. La zone comprend une tourbière vierge, des populations des trois espèces de tritons britanniques et un habitat forestier propice aux écureuils roux en voie de disparition. Des loutres sont observées le long des cours d'eau et des étangs qui parsèment la vaste zone d'entraînement. Les arbres plantés sur le site après la Première Guerre mondiale sont abattus en 2008-2009 pour permettre le retour des tourbières. Malgré les inquiétudes concernant le fait que les arbres soient des "puits de carbone", la rareté de l'habitat de tourbe conduit la Forestry Commission à abattre 145 000 arbres,.